# Jefferson (Virginie-Occidentale)
Jefferson est une census-designated place américaine située dans le comté de Kanawha, dans l’État de Virginie-Occidentale. En 2010, sa population est de 567 habitants.

## Source de la traduction
- (en) Cet article est partiellement ou en totalité issu de l’article de Wikipédia en anglais intitulé « Jefferson, West Virginia » (voir la liste des auteurs).